# Campeonato Carioca de Futebol de 2026
Campeonato Carioca de Futebol de 2026 será a 129.ª edição da principal divisão do futebol no Rio de Janeiro. A disputa é organizada pela Federação de Futebol do Estado do Rio de Janeiro (FERJ). 
O modelo desta edição sofreu modificação em relação às edições anteriores, já que houve uma redução de 15 para 10 datas disponíveis, conforme a novo calendário da Confederação Brasileira de Futebol (CBF). A fase principal — Taça Guanabara — dividirá os 12 clubes em dois grupos (A e B), com partidas contra os clubes do outro grupo. Ao término das seis rodadas, os quatro melhores classificados se enfrentam em partida única, com cruzamento olímpico dentro do próprio grupo (A1 x A4, A2 x A3, B1 x B4 e B2 x B3). As semifinais serão em partidas de ida e volta, entre os vencedores, após sorteio dos confrontos. Os perdedores das quartas de final disputam a Taça Rio, também em partidas de ida e volta, após sorteio dos confrontos. A final (do Campeonato e da Taça Rio) acontecerá em partida única. O clube com a pior campanha na fase de grupos será rebaixado para a Série A2 de 2026 e o segundo pior clube disputará uma vaga no estadual de 2027 com o vice-campeão da mesma Série A2, ou seja, o acesso a série A de 2027 não será direto.
Na mesma reunião, em 11 de junho, que foi realizado o Conselho Arbitral para definir as linhas gerais do Campeonato, os grupos e as rodadas já foram sorteadas e a tabela preliminar foi divulgada pela FERJ, com participação e aprovação unânime dos clubes. Ainda haverá um novo Conselho Arbitral para discutir o regulamento, a distribuição de receitas e outros assuntos relacionados à competição.

## Regulamento

### Taça Guanabara (fase principal)
Como nas últimas edições anteriores, a fase principal será formada apenas pela Taça Guanabara. Será disputada pelas 11 equipes melhores classificadas no Campeonato do ano anterior e a campeã da Série A2 de 2025, mas com as equipes divididas em dois grupos (A e B) e com partidas dos clubes de um grupo contra os do outro grupo, formando seis rodadas.

### Fase final
Os quatro primeiros colocados de cada grupo da Taça Guanabara disputarão as quartas de final, em partida única e em cruzamento olímpico dentro do próprio grupo (A1 x A4, A2 x A3, B1 x B4 e B2 x B3). Os vencedores disputarão as semifinais, após sorteio dos confrontos, em partidas de ida e volta. Os vencedores das semifinais disputarão, em partida única a final do Campeonato.

### Taça Rio
A Taça Rio será disputada pelas equipes derrotadas nas quartas de final, após sorteio dos confrontos, em partidas de ida e volta. Os vencedores disputarão, em partida única a final do torneio.

## Participantes
| Equipe            | Cidade         | Em 2025        | Estádio             | Capacidade | Títulos (Carioca)   | Br. – Série |
| ----------------- | -------------- | -------------- | ------------------- | ---------- | ------------------- | ----------- |
| A definir         | A definir      | 1.º (Série A2) | A definir           | A definir  | A definir           |             |
| Boavista-RJ       | Saquarema      | 8.º            | Elcyr Resende       | 4 315      | 0 (não possui)      |             |
| Botafogo          | Rio de Janeiro | 9.º            | Nilton Santos       | 44 661     | 21 (último em 2018) |             |
| Flamengo          | Rio de Janeiro | 1.º            | Maracanã            | 78 838     | 39 (último em 2025) |             |
| Fluminense        | Rio de Janeiro | 2.º            | Maracanã            | 78 838     | 33 (último em 2023) |             |
| Madureira         | Rio de Janeiro | 6.º            | Conselheiro Galvão  | 5 014      | 0 (não possui)      |             |
| Maricá            | Maricá         | 10.º           | João Saldanha       | 1 850      | 0 (não possui)      |             |
| Nova Iguaçu       | Nova Iguaçu    | 7.º            | Jânio Moraes        | 1 810      | 0 (não possui)      |             |
| Portuguesa-RJ     | Rio de Janeiro | 11.º           | Luso-Brasileiro     | 5 044      | 0 (não possui)      |             |
| Sampaio Corrêa-RJ | Saquarema      | 5.º            | Lourival Gomes      | 1 800      | 0 (não possui)      |             |
| Vasco da Gama     | Rio de Janeiro | 4.º            | São Januário        | 21 880     | 24 (último em 2016) |             |
| Volta Redonda     | Volta Redonda  | 3.º            | Raulino de Oliveira | 18 230     | 0 (não possui)      |             |

## Taça Guanabara

### Grupo A
| Pos | Equipe                      | Pts | J | V | E | D | GP | GC | SG | Classificação ou descenso                            |
| --- | --------------------------- | --- | - | - | - | - | -- | -- | -- | ---------------------------------------------------- |
| 1   | Fluminense                  | 0   | 0 | 0 | 0 | 0 | 0  | 0  | 0  | Classificados para as quartas de final do Campeonato |
| 2   | Portuguesa-RJ               | 0   | 0 | 0 | 0 | 0 | 0  | 0  | 0  | Classificados para as quartas de final do Campeonato |
| 3   | Sampaio Corrêa-RJ           | 0   | 0 | 0 | 0 | 0 | 0  | 0  | 0  | Classificados para as quartas de final do Campeonato |
| 4   | Vasco da Gama               | 0   | 0 | 0 | 0 | 0 | 0  | 0  | 0  | Classificados para as quartas de final do Campeonato |
| 5   | Volta Redonda               | 0   | 0 | 0 | 0 | 0 | 0  | 0  | 0  |                                                      |
| 6   | Campeão da Série A2 de 2025 | 0   | 0 | 0 | 0 | 0 | 0  | 0  | 0  |                                                      |

### Grupo B
| Pos | Equipe      | Pts | J | V | E | D | GP | GC | SG | Classificação ou descenso                            |
| --- | ----------- | --- | - | - | - | - | -- | -- | -- | ---------------------------------------------------- |
| 1   | Boavista-RJ | 0   | 0 | 0 | 0 | 0 | 0  | 0  | 0  | Classificados para as quartas de final do Campeonato |
| 2   | Botafogo    | 0   | 0 | 0 | 0 | 0 | 0  | 0  | 0  | Classificados para as quartas de final do Campeonato |
| 3   | Flamengo    | 0   | 0 | 0 | 0 | 0 | 0  | 0  | 0  | Classificados para as quartas de final do Campeonato |
| 4   | Madureira   | 0   | 0 | 0 | 0 | 0 | 0  | 0  | 0  | Classificados para as quartas de final do Campeonato |
| 5   | Maricá      | 0   | 0 | 0 | 0 | 0 | 0  | 0  | 0  |                                                      |
| 6   | Nova Iguaçu | 0   | 0 | 0 | 0 | 0 | 0  | 0  | 0  |                                                      |

### Confrontos
Fonte:

#### Primeira rodada
| 21 de janeiro | Fluminense | – | Madureira | A definir |
|               |            |   |           |           |

| 21 de janeiro | Vasco da Gama | – | Maricá | A definir |
|               |               |   |        |           |

| 21 de janeiro | Volta Redonda | – | Boavista-RJ | A definir |
|               |               |   |             |           |

| 21 de janeiro | Sampaio Corrêa-RJ | – | Nova Iguaçu | A definir |
|               |                   |   |             |           |

| 21 de janeiro | Campeão da Série A2 | – | Flamengo | A definir |
|               |                     |   |          |           |

| 21 de janeiro | Portuguesa-RJ | – | Botafogo | A definir |
|               |               |   |          |           |

#### Segunda rodada
| 24 de janeiro | Boavista-RJ | – | Fluminense | A definir |
|               |             |   |            |           |

| 24 de janeiro | Vasco da Gama | – | Nova Iguaçu | A definir |
|               |               |   |             |           |

| 24 de janeiro | Volta Redonda | – | Flamengo | A definir |
|               |               |   |          |           |

| 24 de janeiro | Sampaio Corrêa-RJ | – | Botafogo | A definir |
|               |                   |   |          |           |

| 24 de janeiro | Campeão da Série A2 | – | Madureira | A definir |
|               |                     |   |           |           |

| 24 de janeiro | Portuguesa-RJ | – | Maricá | A definir |
|               |               |   |        |           |

#### Terceira rodada
| 31 de janeiro | Nova Iguaçu | – | Fluminense | A definir |
|               |             |   |            |           |

| 31 de janeiro | Flamengo | – | Vasco da Gama | A definir |
| Histórico     |          |   |               |           |

| 31 de janeiro | Botafogo | – | Volta Redonda | A definir |
|               |          |   |               |           |

| 31 de janeiro | Madureira | – | Sampaio Corrêa-RJ | A definir |
|               |           |   |                   |           |

| 31 de janeiro | Maricá | – | Campeão da Série A2 | A definir |
|               |        |   |                     |           |

| 31 de janeiro | Boavista-RJ | – | Portuguesa-RJ | A definir |
|               |             |   |               |           |

#### Quarta rodada
| 4 de fevereiro | Maricá | – | Sampaio Corrêa-RJ | A definir |
|                |        |   |                   |           |

| 4 de fevereiro | Boavista-RJ | – | Vasco da Gama | A definir |
|                |             |   |               |           |

| 4 de fevereiro | Nova Iguaçu | – | Volta Redonda | A definir |
|                |             |   |               |           |

| 4 de fevereiro | Fluminense | – | Flamengo | A definir |
| Histórico      |            |   |          |           |

| 4 de fevereiro | Botafogo | – | Campeão da Série A2 | A definir |
|                |          |   |                     |           |

| 4 de fevereiro | Madureira | – | Portuguesa-RJ | A definir |
|                |           |   |               |           |

#### Quinta rodada
| 7 de fevereiro | Botafogo | – | Fluminense | A definir |
| Histórico      |          |   |            |           |

| 7 de fevereiro | Madureira | – | Vasco da Gama | A definir |
|                |           |   |               |           |

| 7 de fevereiro | Maricá | – | Volta Redonda | A definir |
|                |        |   |               |           |

| 7 de fevereiro | Sampaio Corrêa-RJ | – | Boavista-RJ | A definir |
|                |                   |   |             |           |

| 7 de fevereiro | Nova Iguaçu | – | Campeão da Série A2 | A definir |
|                |             |   |                     |           |

| 7 de fevereiro | Flamengo | – | Portuguesa-RJ | A definir |
|                |          |   |               |           |

#### Sexta rodada
| 14 de fevereiro | Fluminense | – | Maricá | A definir |
|                 |            |   |        |           |

| 14 de fevereiro | Vasco da Gama | – | Botafogo | A definir |
| Histórico       |               |   |          |           |

| 14 de fevereiro | Volta Redonda | – | Madureira | A definir |
|                 |               |   |           |           |

| 14 de fevereiro | Flamengo | – | Sampaio Corrêa-RJ | A definir |
|                 |          |   |                   |           |

| 14 de fevereiro | Campeão da Série A2 | – | Boavista-RJ | A definir |
|                 |                     |   |             |           |

| 14 de fevereiro | Portuguesa-RJ | – | Nova Iguaçu | A definir |
|                 |               |   |             |           |

## Fase final
|  | Quartas de final | Quartas de final    |                     |  | Semifinais | Semifinais | Semifinais | Semifinais |  |  | Final | Final |  |
|  |                  |                     |                     |  |            |            |            |            |  |  |       |       |  |
|  |                  |                     |                     |  |            |            |            |            |  |  |       |       |  |
|  | A1               |                     |                     |  |            |            |            |            |  |  |       |       |  |
|  |                  |                     |                     |  |            |            |            |            |  |  |       |       |  |
|  | A4               |                     |                     |  |            |            |            |            |  |  |       |       |  |
|  |                  | Vencedor de A1 x A4 |                     |  |            |            |            |            |  |  |       |       |  |
|  |                  |                     |                     |  |            |            |            |            |  |  |       |       |  |
|  |                  |                     | Vencedor de A2 x A3 |  |            |            |            |            |  |  |       |       |  |
|  | A2               |                     |                     |  |            |            |            |            |  |  |       |       |  |
|  |                  |                     |                     |  |            |            |            |            |  |  |       |       |  |
|  | A3               |                     |                     |  |            |            |            |            |  |  |       |       |  |
|  |                  | Finalista 1         |                     |  |            |            |            |            |  |  |       |       |  |
|  |                  |                     |                     |  |            |            |            |            |  |  |       |       |  |
|  |                  |                     | Finalista 2         |  |            |            |            |            |  |  |       |       |  |
|  | B1               |                     |                     |  |            |            |            |            |  |  |       |       |  |
|  |                  |                     |                     |  |            |            |            |            |  |  |       |       |  |
|  | B4               |                     |                     |  |            |            |            |            |  |  |       |       |  |
|  |                  | Vencedor de B1 x B4 |                     |  |            |            |            |            |  |  |       |       |  |
|  |                  |                     |                     |  |            |            |            |            |  |  |       |       |  |
|  |                  |                     | Vencedor de B2 x B3 |  |            |            |            |            |  |  |       |       |  |
|  | B2               |                     |                     |  |            |            |            |            |  |  |       |       |  |
|  |                  |                     |                     |  |            |            |            |            |  |  |       |       |  |
|  | B3               |                     |                     |  |            |            |            |            |  |  |       |       |  |
|  |                  |                     |                     |  |            |            |            |            |  |  |       |       |  |
|  |                  |                     |                     |  |            |            |            |            |  |  |       |       |  |

### Quartas de final
Conforme definido no Conselho Arbitral de 11 de junho de 2025, os quatro melhores classificados de cada grupo se enfrentam em cruzamento olímpico (A1 x A4, A2 x A3, B1 x B4 e B2 x B3) dentro dos grupos nas quartas de final, em partida única, com mando de campo dos clubes melhor classificados.
Fonte: 
| 21 de fevereiro | A1 | – | A4 | A definir |
|                 |    |   |    |           |

| 21 de fevereiro | A2 | – | A3 | A definir |
|                 |    |   |    |           |

| 21 de fevereiro | B1 | – | B4 | A definir |
|                 |    |   |    |           |

| 21 de fevereiro | B2 | – | B3 | A definir |
|                 |    |   |    |           |

### Semifinais
Conforme definido no Conselho Arbitral de 11 de junho de 2025, os vencedores das quartas de finais (semifinalistas) se enfrentam em partidas de ida e volta e terão os confrontos e mandos de campos sorteados pela FERJ.
Fonte: 
Ida
| 28 de fevereiro | Vencedor Q1 | – | Vencedor Q2 | A definir |
|                 |             |   |             |           |

| 28 de fevereiro | Vencedor Q3 | – | Vencedor Q4 | A definir |
|                 |             |   |             |           |

Volta
| 7 de março | Vencedor Q2 | – | Vencedor Q1 | A definir |
|            |             |   |             |           |

| 7 de março | Vencedor Q4 | – | Vencedor Q3 | A definir |
|            |             |   |             |           |

### Final
Conforme definido no Conselho Arbitral de 11 de junho de 2025, os vencedores das semifinais (finalistas) se enfrentam em partida única, com o mando de campo sorteado pela FERJ.
Fonte: 
| 15 de março | Semifinalista 1 | – | Semifinalista 2 | A definir |
|             |                 |   |                 |           |

## Taça Rio
|  | Semifinais          | Semifinais  | Semifinais | Semifinais |  |  | Final | Final |
|  |                     |             |            |            |  |  |       |       |
|  | Perdedor de A1 x A4 |             |            |            |  |  |       |       |
|  | Perdedor de A2 x A3 |             |            |            |  |  |       |       |
|  |                     | Finalista 1 |            |            |  |  |       |       |
|  |                     |             |            |            |  |  |       |       |
|  |                     | Finalista 2 |            |            |  |  |       |       |
|  | Perdedor de B1 x B4 |             |            |            |  |  |       |       |
|  |                     |             |            |            |  |  |       |       |
|  | Perdedor de B2 x B3 |             |            |            |  |  |       |       |

### Semifinais
Conforme definido no Conselho Arbitral de 11 de junho de 2025, os perdedores das partidas das quartas de finais disputarão a Taça Rio e se enfrentam em partidas de ida e volta, com os confrontos e mandos de campos sorteados pela FERJ.
Fonte: 
Ida
| 28 de fevereiro | Perdedor Q1 | – | Perdedor Q2 | A definir |
|                 |             |   |             |           |

| 28 de fevereiro | Perdedor Q3 | – | Perdedor Q4 | A definir |
|                 |             |   |             |           |

Volta
| 7 de março | Perdedor Q2 | – | Perdedor Q1 | A definir |
|            |             |   |             |           |

| 7 de março | Perdedor Q4 | – | Perdedor Q3 | A definir |
|            |             |   |             |           |

### Final
Conforme definido no Conselho Arbitral de 11 de junho de 2025, os vencedores das semifinais da Taça Rio se enfrentam em partida única, com o mando de campo sorteado pela FERJ.
Fonte: 
| 14 de março | Semifinalista 1 | – | Semifinalista 2 | A definir |
|             |                 |   |                 |           |